# Frente Federal Solidario
El Frente Federal Solidario (FFS) fue una alianza informal creada en Argentina entre gobernadores peronistas pertenecientes a once provincias pequeñas que estuvo activo entre 1995 y 2002. Lo integraron los gobernadores de las provincias de Formosa, Jujuy, La Rioja, La Pampa, Misiones, Salta, San Luis, Santa Cruz, Tucumán, Chaco y San Juan.
Entre los gobernadores peronistas que formaron parte de Frente Federal se encuentran Adolfo Rodríguez Saá, Gildo Insfrán, Néstor Kirchner, Ángel Maza, Rubén Marín, Julio Miranda, Ramón Puerta, Juan Carlos Romero y Carlos Rovira. 
Tuvo influencia decisiva en la época inmediatamente anterior y posterior a la crisis de diciembre de 2001, obteniendo que entre 2001 y 2003, tres de sus miembros llegaran a la Presidencia de la Nación: Ramón Puerta, Adolfo Rodríguez Saá y Néstor Kirchner.

## Hechos
El Frente Federal Solidario fue constituido en 1995 por iniciativa de Adolfo Rodríguez Saá con el fin de que los dirigentes peronistas que gobernaban provincias chicas tuvieran mayor peso político, tanto dentro del Partido Justicialista, como frente a negociaciones con el gobierno nacional. El bloque compitió políticamente con el poder que tenían los gobernadores peronistas de provincias grandes, especialmente la provincia de Buenos Aires (que tuvo como gobernadores en ese período a Carlos Ruckauf, Felipe Solá y Eduardo Duhalde), y en segundo lugar las provincias de Córdoba (José Manuel de la Sota) y Santa Fe (Carlos Reutemann).
El Frente Federal Solidario comenzó a tener influencia decisiva en la vida política argentina en 2001, cuando la depresión iniciada en 1998 y las políticas económicas y sociales había generado una extrema conflictividad social que ponía en peligro la continuidad del gobierno presidente Fernando de la Rúa.
Primero el bloque logró imponer a Adolfo Rodríguez Saá como presidente del Consejo Federal de Inversiones el 18 de septiembre de 2001, lo que le permitió al frente tener una base de apoyo para actuar en Buenos Aires.
Luego el 29 de noviembre de 2001 impuso al senador Ramón Puerta en el crucial cargo de presidente provisional del Senado, ubicado en primer lugar en la línea sucesoría en caso de acefalía del Presidente de la Nación, ya que el vicepresidente había renunciado el año anterior.
Ante la renuncia del presidente De la Rúa el 20 de diciembre de ese mismo año y siguiendo lo establecido en la ley de acefalía, Puerta asumió el ejercicio del Poder Ejecutivo hasta que la Asamblea Legislativa dispuso que, otro miembro del Frente Federal Solidario, el gobernador de San Luis Adolfo Rodríguez Saá, asumiera como presidente durante 90 días, con el mandato de convocar y realizar nuevas elecciones. Rodríguez Saá, sin embargo, por la falta de apoyo de los gobernadores peronistas de las provincias grandes, renunció siete días después.
El Frente Federal Solidario influyó también para que el gobernador de la provincia de Santa Cruz, Néstor Kirchner, ganara espacio político para presentar su precandidatura a Presidente de la Nación por el Partido Justicialista, compitiendo con dos candidatos de provincias grandes, José Manuel de la Sota de Córdoba y Carlos Reutemann de Santa Fe.
Sin embargo durante la campaña electoral el Frente Federal Solidario se rompió de hecho. Adolfo Rodríguez Saá presentó su candidatura independiente como presidente, a la vez que Reutemann y De la Sota depusieron sus precandidaturas por el Partido Justicialista que llevó como candidato Néstor Kirchner. Kirchner salió segundo con un 22%, frente al 25% que obtuvo el expresidente Carlos Menem, que aunque también era peronista se había separado del partido para presentarse con una fuerza política propia. Como Menem desistió de presentarse en el balotaje ante las encuestas que indicaban un apoyo a Kirchner superior al 70%, este último fue consagrado como Presidente de la Nación, asumiendo el 25 de mayo de 2003.